# Pretty Yende
Pretty Yende (ur. 6 marca 1985 w Piet Retief) – południowoafrykańska śpiewaczka operowa.

## Wczesne życie i edukacja
Pochodzi z Piet Retief w prowincji Mpumalanga w Republice Południowej Afryki. Ukończyła z pochwałą studia na South African College of Music, umiejscowionym w Rondebosch wydziale Uniwersytetu Kapsztadzkiego oraz na mediolańskim Teatro alla Scala.

## Kariera
Pretty Yende zdobyła dwie główne nagrody (w kategoriach: opera i operetka) w International Hans Gabor Belvedere Singing Competition 2009 w Wiedniu, pierwsze miejsca w 2010 roku w Vincenzo Bellini International Competition, w 2011 roku w Operaliach, w których wyróżniono ją również Nagrodą w kategorii Zarzuela oraz Nagrodą Publiczności. W 2017 otrzymała International Opera Award. W 2012 roku wcieliła się w rolę Mussety w Cyganerii, operze Giacomo Pucciniego, wówczas wystawianej na scenie Teatro alla Scalla. 17 stycznia 2013 roku zadebiutowała w nowojorskiej Metropolitan Opera, występując jako Adèle w inscenizacji Hrabiego Ory Gioacchino Rossiniego.

## Nagrody i odznaczenia
27 kwietnia 2013 roku przyznano sopranistce srebrny Order of Ikhamanga. W oświadczeniu przewodniczącego Nationals Orders Advisory Council, dr. Cassiusa Lubisiego, Yende odznaczono „za wspaniałe osiągnięcia i międzynarodowe uznanie na polu światowej opery oraz pełnienie roli wzoru dla początkujących, młodych muzyków”. 11 października 2022 roku została uhonorowana francuskim Orderem Sztuki i Literatury, w randze Oficera.